# Ingrid Lacey
Ingrid Marcella Lacey (Godalming, 6 novembre 1958) è un'attrice britannica.
Ha interpretato soprattutto ruoli televisivi, ma ha anche preso parte a qualche film come Amare per sempre (1996) con Sandra Bullock.